# Jan Lundgren
Jan Ove Robert Lundgren (ur. 22 marca 1966 w Olofström) – szwedzki pianista jazzowy, kompozytor i aranżer. Wykładowca Akademii Muzycznej w Malmö. Dyrektor artystyczny festiwali jazzowych Ystad Sweden Jazz Festival i Ystad Winter Piano Fest oraz klubu jazzowego Jazzhus Montmartre w Kopenhadze w Danii. Nagrywa dla niemieckiej wytwórni ACT. Mieszka w Ystad.

## Życiorys
Urodził się 22 marca 1966 r. w Olofström, a dorastał w Ronneby w południowej Szwecji. Naukę gry na fortepianie rozpoczął w wieku pięciu lat i jako nastolatek podjął decyzję o wyborze drogi życiowej jako profesjonalny muzyk. Bezpośrednio po ukończeniu studiów w Akademii Muzycznej w Malmö w 1991 r. włączył się w szwedzkie środowisko jazzowe. W początkach swojej kariery współpracował z wieloma znanymi szwedzkimi muzykami jazzowymi, m.in. z klarnecistą Putte Wickmanem i gitarzystą Rune Gustafssonem. Bardzo ważnym okresem w karierze Lundgrena była wieloletnia współpraca ze słynnym szwedzkim saksofonistą Arne Domnerusem, który stał się jego mentorem. Międzynarodową karierę zapoczątkowała w połowie lat 90. XX w. współpraca z amerykańskim saksofonistą Herbem Gallerem i wytwórnią płytową Fresh Sound Records, w której ukazała się pierwsza autorska płyta pianisty – Conclusion (1994 r.). W 1995 założył Jan Lundgren Trio, którego członkami byli Mattias Svensson – kontrabas i Rasmus Kihlberg – perkusja. Nagrana przez trio w 1997 r. płyta Swedish Stadard została nadrodzona prestiżową nagrodą Gyllene skivan przyznawaną dorocznie przez szwedzki magazyn jazzowy Orkester Journalen. W 2000 r. jako pierwszy skandynawski pianista jazzowy wystąpił wraz ze swoim trio w Carnegie Hall w Nowym Jorku. Obok pracy z własnym zespołem inicjował wiele międzynarodowych projektów artystycznych, z których najważniejszy to Mare Nostrum z włoskim trębaczem Paolo Fresu i francuskim bandeonistą Richardem Galliano. Od 2022 r. jest członkiem Królewskiej Akademii Muzycznej.

## Stainway Artist[3]
Jako pierwszy skandynawski pianista jazzowy otrzymał w 2007 r. tytuł Stainway Artist przyznawany przez słynną wytwórnię fortepianów Stainway & Sons.

## Ystad Sweden Jazz Festival[4]
Jest założycielem, wraz z Thomasem Lantzem, jednego z najważniejszych festiwali jazzowych w Szwecji – Ystad Sweden Jazz Festiwal. Od początku istnienia festiwalu (2010 r.) jest jego dyrektorem artystycznym.

## Nagrody i wyróżnienia (wybór)
- 1994: Jazzkatten w kategorii Muzyk Roku – Szwedzkie Radio
- 1995: Topsys tusenkrona – Fundacja Nalen
- 1998: Gyllene skivan za Swedish Standards (wydanie 1997) – Orkester Journalen
- 2000: Stypendium imienia Jana Johanssona
- 2008: Django d’Or Contemporary Star of Jazz
- 2010: Nagroda Kulturalna Regionu Blekinge
- 2012: Nagroda Kulturalna Regionu Skåne
- 2013: Jazz Record of the Year za Together Again at the Jazz Bakery (wydanie 2012) – Jazz Journal
- 2013: Nagroda Kulturalna miasta Ystads
- 2015: Jazz Record of the Year za All by Myself (wydanie 2014) – Jazz Journal
- 2019: Ellen & Svend Asmussen Award
- 2020: Nagroda Duńsko-szwedzkiej Fundacji Kultury

## Wybrana dyskografia
Od 1994 r. wydał pod własnym nazwiskiem (lub jako co-leader) ponad 50 płyt. Poza tym wziął udział w nagraniu ponad 150 płyt firmowanych przez innych artystów.
- 1994 – Conclusion (Four Leaf Clover)
- 1994 – Stockholm-Get-Together (Fresh Sound)
- 1995 – New York Calling (Alfa)
- 1996 – Bird of Passage (Four Leaf Clover)
- 1996 – California Connection (Fresh Sound-Four Leaf Clover)
- 1996 – Cooking! at the Jazz Bakery (Fresh Sound)
- 1997 – Swedish Standards (Sittel, wydana ponownie w 2009 przez ACT)
- 1998 – A Touch of You (Alfa)
- 1999 – Something to Live For (Sittel)
- 2000 – For Listeners Only (Sittel)
- 2001 – Jan Lundgren Trio Plays the Music of Victor Young (Sittel)
- 2001 – Lonely One (Marshmallow)
- 2001 – Collaboration z Pete’em Jollym (Fresh Sound)
- 2002 – Presents Miriam Aida & Fredrik Kronkvist (Sittel)
- 2002 – Charade (Marshmallow)
- 2002 – Jan Lundgren Trio Plays the Music of Jule Styne (Sittel)
- 2003 – Perfidia (Marshmallow)
- 2003 – Svenska landskap [w wersji angieskiej Landscapes] (Sittel)
- 2003 – Blue Lights (Marshmallow)
- 2003 – Celebrating the Music of Matt Dennis (Fresh Sound)
- 2004 – Les Parapluies de Cherbourg (Marshmallow)
- 2004 – En sommarkonsert (z Putte Wickmanem och Göranem Fristorpem)
- 2004 – We Will Always Be Together z Putte Wickmanem (Gazell)
- 2005 – In New York (Marshmallow)
- 2005 – An Intimate Salute to Frankie z Putte Wickmanem (Gazell)
- 2006 – Lockrop z Georgiem Riedelem (Gemini)
- 2006 – Plays Cole Porter Love Songs (Marshmallow)
- 2006 – History of Piano Jazz (Fagerdala Event)
- 2006 – How About You z Andym Martinem (Fresh Sound)
- 2007 – A Swinging Rendezvous (Marshmallow)
- 2007 – Mare nostrum z Paolo Fresu i Richardem Galliano (ACT)
- 2007 – Magnum Mysterium (ACT)[5]
- 2008 – Soft Summer Breeze (Marshmallow)
- 2009 – European Standards (ACT)[6]
- 2009 – Jul på svenska z Jojje Wadeniusem i Arildem Andersenem (EMI)
- 2010 – Too Darn Hot z Artistry Jazz Group (Volenza)
- 2011 – Back 2 Back z Bengtem Hallbergiem (Volenza)
- 2011 – Together Again... at the Jazz Bakery z Chuckiem Berghoferem & Joe La Barbera (Fresh Sound)
- 2011 – Everything Happens to Me z Lasse Törnqvistem (Spice of Life)
- 2012 – Until It’s Time z LaGaylia Frazier (Prophone)
- 2013 – Man in the Fog [solo piano] (Bee Jazz)
- 2013 – Jul på Norska z Georgiem Wadeniusem i Arildem Andersenem (EMI)
- 2014 – All by Myself [solo piano] (Fresh Sound)
- 2013 – I Love Jan Lundgren Trio z Mattiasem Svenssonem i Zoltanem Csörszem Jr (Figaro)
- 2014 – Flowers of Sendai z Mattiasem Svenssonem i Zoltanem Csörszem Jr (Bee Jazz)
- 2014 – Quietly There z Harrym Allenem (Stunt)
- 2015 – A Retrospective (Fresh Sound)
- 2016 – The Ystad Concert (ACT)[7]
- 2016 – Mare Nostrum II z Paolo Fresu & Richardem Galliano (ACT)
- 2017 – Potsdamer Platz (ACT)
- 2019 – Mare Nostrum III z Paolo Fresu & Richardem Galliano (ACT)
- 2020 – Kristallen z Nilsem Landgrenem (ACT)
- 2021 – Into the Night z Larsem Danielssonem i Émilem Parisienem (ACT)